# Josep Oms Pallise
Josep Oms Pallise (ur. 20 lipca 1973 w Lleidzie) – hiszpański szachista, w latach 2003–2007 reprezentant Andory, arcymistrz od 2007 roku.

## Kariera szachowa
W 1993 r. reprezentował Hiszpanię w mistrzostwach Europy juniorów do lat 18 w Vejen. W kolejnych latach sukcesy odnosił w turniejach otwartych, zajmując czołowe lokaty m.in. w Olocie (1994), Foment (1995), Walencji (1996), La Pobla de Lillet (1996), La Reunion (1997), Barberze (1998) oraz Saragossie (1998, 1999). W 1997 zajął I m. w kołowym turnieju rozegranym w Barcelonie, w 2000 r. podzielił II m. (za Atanasem Kolewem, wspólnie z m.in. Davidem Garcia Ilundainem, Wiktprem Moskalenko, Lluisem Comasem Fabrego i Marcem Narciso Dublanem) w mistrzostwach Katalonii w Barcelonie, zwyciężył również (wspólnie z Davorem Komljenoviciem) w Sewilli, natomiast w 2001 r. triumfował w Castellar del Valle. W 2002 r. zajął II m. (za Marcem Narciso Dublanem) w Mondariz, a w 2004 r. podzielił III m. (za Miguelem Illescasem Cordobą i Josepem Manuelem Lopezem Martinezem, wspólnie z Roberto Cifuentesem Paradą) w indywidualnych mistrzostwach Hiszpanii. W 2008 r. podzielił I m. w Barcelonie (wspólnie z Pablo Lafuente, Diego Di Berardino i Mateuszem Bartlem).
W latach 2003–2006 czterokrotnie z rzędu zwyciężył w mistrzostwach Andory. W 2004 i 2006 r. dwukrotnie reprezentował ten kraj na szachowych olimpiadach, za drugim razem zdobywając złoty medal za indywidualny wynik na II szachownicy.
Najwyższy ranking w karierze osiągnął 1 października 2008 r., z wynikiem 2522 punktów zajmował wówczas 13. miejsce wśród hiszpańskich szachistów.